# Eisenwichser
Eisenwichser ist ein Theaterstück von Heinrich Henkel, das dialogisch die Geschichte eines mit giftigen Farben und Lacken arbeitenden Anstreichers erzählt. Es wurde 1970 uraufgeführt und war ein enormer Erfolg für den damals noch unbekannten Autor.
Henkel, selbst als Lackierer tätig, nennt als Schreibanlass die katastrophalen Arbeitsbedingungen von Arbeitern, die Metall- und Eisenkonstruktionen anstreichen. Der Autor erhielt für sein Stück begeisterte Kritiken und den Förderpreis des Gerhart-Hauptmann-Preises. 1972 wurde Eisenwichser, das weit über 70 Mal inszeniert wurde, auch für das Fernsehen adaptiert und mit Willy Semmelrogge und Claus Theo Gärtner verfilmt.
1979 verfilmte Markus Imhoof das Stück für das Schweizer Fernsehen unter dem Titel Isewixer in einer Dialektfassung. Schauspieler waren Uli Eichenberger, Jürgen Pruschanski und Paul Lohr.

## Hörspiele
- 1971: Eisenwichser – Bearbeitung: Klaus Gmeiner; Regie: Leonhard Paulmichl (Hörspielbearbeitung – ORF)
  - Sprecher: Fred Tanner, Wolfram Berger, René Scheibli und Michael Rittermann
- 1975: Isenputzer. übersetzt ins Niederdeutsche – Regie: Walter Bäumer (Hörspielbearbeitung, Mundarthörspiel – RB/NDR)
  - Sprecher: Heinrich Kunst	(Lötscher), Walter Kreye	(Volker), Herbert Steinmetz	(Chef) und Claus Boysen	(Monteur)